# Paolo Cottignola
Paolo Cottignola (Ravenna, 1960) è un montatore italiano.

## Biografia
Ha partecipato al laboratorio collettivo Ipotesi Cinema di Bassano del Grappa fondato da Ermanno Olmi, del quale diventerà collaboratore di molte delle sue opere. Lungo è stato anche il sodalizio artistico con il regista Carlo Mazzacurati.
Fa parte dell'Associazione Montaggio Cinematografico e Televisivo (AMC) e di British Film Editors (BFE).

## Filmografia

### Cinema
- La leggenda del santo bevitore, regia di Ermanno Olmi, (1988)
- L'attesa, regia di Fabrizio Borelli, (1991)
- La valle di pietra, regia di Maurizio Zaccaro, (1991)
- Lungo il fiume, regia di Ermanno Olmi, (1992)
- Il segreto del bosco vecchio, regia di Ermanno Olmi, (1993)
- Se c'è rimedio perché ti preoccupi?, regia di Carlo Sarti, (1994)
- Pole pole, regia di Massimo Martelli, (1996)
- Io non ho la testa, regia di Michele Lanubile, (1998)
- L'estate di Davide, regia di Carlo Mazzacurati, (1998)
- La lingua del santo, regia di Carlo Mazzacurati, (2000)
- Il mestiere delle armi, regia di Ermanno Olmi, (2001)
- A cavallo della tigre, regia di Carlo Mazzacurati, (2002)
- Cantando dietro i paraventi, regia di Ermanno Olmi, (2003)
- L'amore ritrovato, regia di Carlo Mazzacurati, (2004)
- Centochiodi, regia di Ermanno Olmi, (2007)
- La giusta distanza, regia di Carlo Mazzacurati, (2007)
- Goodbye Mr. Zeus!, regia di Carlo Sarti, (2009)
- Terra Madre, regia di Ermanno Olmi, (2009)
- La passione, regia di Carlo Mazzacurati, (2010)
- Il villaggio di cartone, regia di Ermanno Olmi, (2011)
- Torneranno i prati, regia di Ermanno Olmi, (2014)
- La pelle dell'orso, regia di Marco Segato, (2016)
- Finché c'è prosecco c'è speranza, regia di Antonio Padovan, (2017)
- Tutte le mie notti, regia di Manfredi Lucibello, (2018)
- Il grande passo, regia di Antonio Padovan, (2019)
- Volevo nascondermi, regia di Giorgio Diritti, (2020)
- Il ragazzo e la tigre, regia di Brando Quilici, (2022)
- Il Boemo, regia di Petr Václav, (2022)
- Lubo, regia di Giorgio Diritti (2023)
- Le città di pianura, regia di Francesco Sossai (2025)

### Televisione
- Genesi: La creazione e il diluvio, regia di Ermanno Olmi, (1994)
- Voci notturne, regia di Fabrizio Laurenti, (1995)

## Premi e riconoscimenti

### David di Donatello
- 2002 - Migliore montatore per Il mestiere delle armi
- 2008 - Candidato a migliore montatore per La giusta distanza
- 2021 - Candidato a migliore montatore per Volevo nascondermi

### Nastro d'argento
- 2007 - Candidato al migliore montaggio per Centochiodi

### Ciak d'oro
- 2002 - Candidato al migliore montaggio per Il mestiere delle armi
- 2007 - Candidato al migliore montaggio per Centochiodi
- 2008 - Candidato al migliore montaggio per La giusta distanza